# Френч, Валери
Валери Френч (англ. Valerie French), имя при рождении Валери Харрисон (англ. Valerie Harrison) (11 марта 1928 года — 3 ноября 1990 года) — британская актриса, наиболее известная ролями в кино, на телевидении и в театре США в 1950—1960-е годы.
За свою кинокарьеру, охватившую период с 1954 по 1968 год, Френч сыграла в 11 фильмах, среди них вестерны «Джубал» (1956), «Столкновение в Сандауне» (1957) и «Твёрдый человек» (1957), фильм нуар «Текстильные джунгли» (1957), фантастический фильм «27-й день» (1957) и фильм ужасов «Четыре черепа Джонатана Дрейка» (1959).

## Ранние годы и начало карьеры
Валери Френч родилась 11 марта 1928 года в Лондоне.
Первые годы жизни Валери провела в Испании, а по возвращении в Англию училась в частном колледже для девочек в Малверне, Вустершир. Затем она поступила на работу в драматический департамент телерадиокомпании «Би-би-си». После нескольких лет в качестве телевизионного продюсера Валери поступила в Виндзорский Королевский театр, где играла небольшие роли. Валери вела активный светский образ жизни, а в 1954 году завоевала титул «Мисс Галактика».

## Карьера в кинематографе
В 1954 году Френч сыграла небольшую роль в итальянской драме «Маддалена» (1954), после чего появилась в британской комедии «Постоянный муж» (1955). В том же году Френч отправилась в Голливуд, где в 1956 году подписала контракт с Columbia Pictures.
Свою первую главную роль Френч сыграла в звёздном вестерне «Джубал» (1956). В этой картине Френч предстала в образе Мэй, жены непривлекательного, но доброго владельца богатого ранчо (Эрнест Боргнайн), который берёт на работу молодого и симпатичного ковбоя Джубала Трупа (Гленн Форд). Мэй безответно влюбляется в Джубала, что даёт начало истории страсти, соперничества и обмана, в конце которой её убивает влюблённый в неё подлый скотовод (Род Стайгер). Кинокритик «Нью-Йорк Таймс» Босли Краузер высоко оценил картину, отметив хорошую игру всего актёрского состава, в том числе, Френч, героиня которой «пытается обуздать свою роковую страсть».
Затем Френч сыграла значимую роль в фильме нуар «Текстильные джунгли» (1957). Она предстала в образе оптового покупателя и возлюбленной владельца фирмы по пошиву готовой женской одежды (Ли Дж. Кобб), которая пытается примирить его с сыном, с идеалистических позиций критикующим полулегальные методы работы отца. По мнению современного историка кино Гленна Эриксона, «похоже, что роль Френч была введена в фильм в последний момент, чтобы сделать образ главного героя в исполнении Кобба более человечным».
В том же году Френч сыграла главные роли ещё в двух сильных вестернах — «Столкновение в Сандауне» (1957) и «Твёрдый человек» (1957). В вестерне «Столкновение в Сандауне» с Рэндольфом Скоттом в главной роли Френч сыграла роль подружки главного соблазнителя и беспринципного подпольного хозяина города (Джон Кэрролл), которая продолжает любить его даже тогда, когда тот собирается жениться на другой женщине.
В фильме «Твёрдый человек» Френч сыграла роль бывшей актрисы салуна, превратившейся в злобную и похотливую жену безжалостного преступного скотовладельца (Лорн Грин), которая пытается заигрывать с помощником шерифа (Гай Мэдисон), ведущим охоту на её мужа.

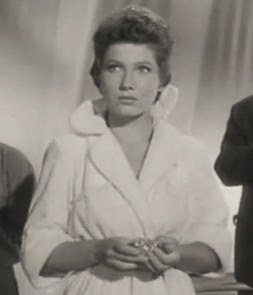
Валери Френч в фильме «27-й день» (1957)

В том же году она сыграла в антикоммунистическом фантастическом фильме «27-й день» (1957), в котором иноземные захватчики пытаются очистить Землю от людей, чтобы переселить на неё население собственной погибающей планеты. Уничтожение человечества инопланетяне планируют осуществить с помощью пяти смертельных капсул, которые получают представители пяти стран (англичанку в этой пятёрке играет Френч). В итоге Советский Союз гибнет из-за враждебности его руководства, а американец (Джин Барри) вместе с героиней Френч спасает остальной мир. Как отмечено в рецензии TV Guide, фильм проникнут духом Холодной войны, однако если не принимать во внимание политическую составляющую со свойственным ей упрощенчеством истории, то следует отметить хороший уровень «научной фантастики и саспенса, а также достойный уровень актёрской игры».
В 1959 году Френч сыграла небольшую роль в судебной драме Клиффорда Одетса «История на первую полосу» (1959) с Ритой Хейворт в главной роли. В том же году Френч она исполнила роль жены главного героя, профессора оккультных наук в фильме ужасов «Четыре черепа Джонатана Дрейка» (1959). Как написал кинокритик Леонард Молтин, «это неплохой фильм ужасов о наложенном на род многовековом проклятии вуду, и о современном учёном, который кладёт конец связанным с ним странным событиям».
Почти десять лет спустя Френч появилась на большом экране в последний раз в британском вестерне «Шалако» (1968) с Шоном Коннери и Бриджит Бардо в главных ролях. Как отметили в своей рецензии в «Нью-Йорк Таймс» Рената Адлер и Говард Томпсон, «этот фильм отличается от телесериалов-вестернов типа „Бонанзы“ не только большим экраном и отсутствием рекламы, но и искренней радостью и юмором, с которыми Коннери, Бардо и другие актёры удачно воплощают хорошо написанные типичные для вестернов образы. В фильме много стрельбы, скачек и мало разговоров, то есть это идеальный фильм для субботнего вечера в небольшом городке».

## Карьера на телевидении
Параллельно с кинокарьерой, начиная с 1956 года, Френч стала работать на телевидении, сыграв гостевые роли в таких сериалах, как «Телевизионный театр „Форда“» (1956), «Детективный театр Джорджа Сэндерса» (1957), «Театр звёзд „Шлитц“» (1958), «Театр Goodyear» (1958—1960), «Театр „Алкоа“» (1958—1960), «Есть оружие — будут путешествия» (1959—1960), «Аляскинцы» (1960), «Медсёстры» (1966), «Пленник» (1967), «Дом Чемпионов» (1968), «Театр в кресле» (1968), «Все мои дети» (1977), «Один из мальчиков» (1982) и других, а также в телефильме «Десять негритят» (1959).

## Карьера в театре
В 1960-е годы Франч начала бродвейскую карьеру, сыграв в спектаклях «Недопустимое доказательство» (1965) по Джону Осборну (1965), «Помогите уничтожить брак!» (1966), «Мать-любовница» (1969), «Дети! Дети!» (1972) и «Вкус мёда» (1981). Как отмечает Гленн Коллинз, в спектакле «Мать-любовница» в Booth Theater в 1969 году Френч произвела небольшую сенсацию, появившись на сцене обнажённой (публика видела её со спины).
В 1968—1981 годах Френч сыграла также в семи внебродвейских спектаклях, среди них «Чаепитие/Подвал» (1968) по Гарольду Пинтеру, «Падшие ангелы» (1980) по Ноэлу Кауарду, а также появилась в роли матери Хелен в ещё одной постановке «Вкус мёда» (1981).

## Личная жизнь
Френч была дважды замужем и дважды разводилась. С 1952 по 1959 год она была замужем за британским сценаристом Майклом Пертви, сыном сценариста Роланда Пертви и старшим братом актёра Джона Пертви. С 1970 по 1975 год Френч была замужем за американским актёром Тэйером Дэвидом. В интервью 1981 года она говорила, что снова стала жить с Тэйером Дэвидом, и они собирались вновь оформить брак, однако тот скоропостижно умер в 1978 году.

## Смерть
Валери Френч умерла от лейкемии 3 ноября 1990 года в своём доме на Манхэттене, Нью-Йорк, в возрасте 59 лет.

## Фильмография
| Год        |    | Русское название                      | Оригинальное название              | Роль                                         |
| ---------- | -- | ------------------------------------- | ---------------------------------- | -------------------------------------------- |
| 1953       | с  | Сугубо лично                          | Strictly Personal                  | сотрудница аэропорта (как Валери Пертви)     |
| 1954       | ф  | Маддалена                             | Maddalena                          |                                              |
| 1954       | с  | Дуглас Фейрбэнкс-младший представляет | Douglas Fairbanks, Jr., Presents   | графиня Малфалда (как Валери Пертви)         |
| 1955       | ф  | Преданный муж                         | The Constant Husband               | Бриджет                                      |
| 1956       | ф  | Джубал                                | Jubal                              | Мэй Морган                                   |
| 1956       | ф  | Тайна горы сокровищ                   | Secret of Treasure Mountain        | Одри Ланкастер                               |
| 1956       | с  | Телевизионный театр «Форда»           | The Ford Television Theatre        | Иветт Ривир (1 эпизод)                       |
| 1957       | ф  | Текстильные джунгли                   | The Garment Jungle                 | Ли Хэкетт                                    |
| 1957       | ф  | 27-й день                             | The 27th Day                       | Ив Уингейт                                   |
| 1957       | ф  | Столкновение в Сандауне               | Decision at Sundown                | Руби Джеймс                                  |
| 1957       | ф  | Твёрдый человек                       | The Hard Man                       | Ферн Мартин                                  |
| 1957       | с  | Детективный театр Джорджа Сэндерса    | The George Sanders Mystery Theater | (1 эпизод)                                   |
| 1957       | с  | Выслеживание                          | Trackdown                          | Марсия (1 эпизод)                            |
| 1958       | с  | Театр звёзд «Шлитц»                   | Schlitz Playhouse of Stars         | мисс Смит (1 эпизод)                         |
| 1958—1960  | с  | Театр Goodyear                        | Goodyear Theatre                   | разные роли (2 эпизода)                      |
| 1958—1960  | с  | Театр «Алкоа»                         | Alcoa Theatre                      | разные роли (3 эпизода)                      |
| 1959       | ф  | Четыре черепа Джонатана Дрейка        | The Four Skulls of Jonathan Drake  | Элисон Дрейк                                 |
| 1959       | ф  | Статья на первую полосу               | The Story on Page One              | Лиз (в титрах не указана)                    |
| 1959       | тф | Десять негритят                       | Ten Little Indians                 | Эмили Брент                                  |
| 1959       | с  | Третий человек                        | The Third Man                      | Джейн (1 эпизод)                             |
| 1959— 1960 | с  | Есть оружие – будут путешествия       | Have Gun - Will Travel             | разные роли (2 эпизода)                      |
| 1960       | с  | Аляскинцы                             | The Alaskans                       | Мэри Форбс (1 эпизод)                        |
| 1960       | с  | Лучшее от «Пост»                      | The Best of the Post               | (1 эпизод)                                   |
| 1965       | с  | На пороге ночи                        | The Edge of Night                  | Кити Де Сена (эпизоды не известны)           |
| 1966       | с  | Медсёстры                             | The Nurses                         | Хелен Кокс (1 эпизод)                        |
| 1967       | с  | История любви                         | Love Story                         | Изабел Бишоп (1 эпизод)                      |
| 1967       | с  | Заключённый                           | The Prisoner                       | Кэти (1 эпизод)                              |
| 1968       | ф  | Шалако                                | Shalako                            | Елена Кларк                                  |
| 1968       | с  | Театр ITV                             | ITV Playhouse                      | Фреда (1 эпизод)                             |
| 1968       | с  | Дом Чемпионов                         | Champion House                     | Эрика Мартин (1 эпизод)                      |
| 1968       | с  | Театр в кресле                        | Armchair Theatre                   | (1 эпизод)                                   |
| 1972— 1974 | с  | На пороге ночи                        | The Edge of Night                  | Анджела Морган Хиллиер (эпизоды не известны) |
| 1976       | с  | Хроники Адамса                        | The Adams Chronicles               | графиня Ростов (1 эпизод)                    |
| 1977       | с  | Прожить одну жизнь                    | One Life to Live                   | Пегги Филмор (1 эпизод)                      |
| 1977       | с  | Все мои дети                          | All My Children                    | Морин Далтон Тиллер (1 эпизод)               |
| 1982       | с  | Один из мальчиков                     | One of the Boys                    | (1 эпизод)                                   |